# Puck (Mściszewice)
Puck – część wsi Mściszewice w Polsce, położona w województwie pomorskim, w powiecie kartuskim, w gminie Sulęczyno. Wchodzi w skład sołectwa Mściszewice.
W latach 1975–1998 Puck administracyjnie należał do województwa gdańskiego.